# Randolph (Utah)
Randolph es un pueblo del condado de Rich, estado de Utah, Estados Unidos. Según el censo de 2000 la ciudad tenía una población de 483 habitantes. Es la capital del condado de Rich. 
Randolph tiene el mayor porcentaje del país de gente que votó por George W. Bush en las elecciones presidenciales de 2005, con un 95.6 %.

## Geografía

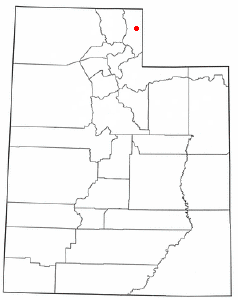
Localización de Randolph en el Estado de Utah.

Randolph se encuentra en las coordenadas 41°39′52″N 111°11′0″O / 41.66444, -111.18333.
Según la oficina del censo de Estados Unidos, la ciudad tiene una superficie total de 2,7km². No tiene superficie cubierta de agua.